# Mandy Rice-Davies
Mandy Rice-Davies est un mannequin, une actrice et une femme d'affaires britannique née le 21 octobre 1944 à Mere, dans le Wiltshire, et morte le 18 décembre 2014 à Londres. Elle est devenue célèbre au début des années 1960 pour son rôle dans l'affaire Profumo.

## Filmographie
- 1983 : La Vénus noire (Black Venus) de Claude Mulot